# Felsőszölnök
Felsőszölnök [ˈfɛlʃøːsølnøk] (deutsch Oberzemming, slowenisch Gornji Senik) ist eine Gemeinde im Komitat Vas in Ungarn. Der Ort hat 683 Einwohner (davon gehören 90 % der slowenischen Minderheit Ungarns an). In Felsőszölnök befindet sich der Sitz der Landesselbstverwaltung der ungarischen Slowenen.

## Geographie
Die Ortschaft Felsőszölnök befindet sich 10 km südwestlich von Szentgotthárd und ist jeweils ungefähr 2 km von der österreichischen und slowenischen Staatsgrenze entfernt. Die Dreiländerecke (Tromejnik, Hármashatár, 387 m) ist ein Berg im Südwesten. 
Das Dreiländereck ist gleichzeitig der westlichste Punkt Ungarns.
Die Fläche des Gemeindegebiets beläuft sich auf 23,56 km².

## Geschichte
Ausgehend von den Meierhöfen der Zisterzienserabtei (gegründet von König Béla III.) wurde die Siedlung von den ansässigen Slowenen gegründet. Die Ortschaft Felsőszölnök wurde 1378 gemeinsam mit der Nachbargemeinde Alsószölnök (Unterzemming) zum ersten Mal als Zelnuk Superior et Inferior urkundlich erwähnt. Das Dorf gehörte zum Großgrundbesitz von Dobra (das heutige Neuhaus im südlichen Burgenland) und war bis Mitte des 19. Jahrhunderts im Besitz der Batthyánys. Die bekannteste Person, die der Ort hervorbrachte, war Pfarrer József Kossics (1788–1867), der sich neben seiner pastoralen Aufgaben auch als Linguist, Historiker und Volkskundenforscher betätigte. So verfasste er beispielsweise die erste slowenische Landschaftsmonographie in Ungarn.

## Partnergemeinden
- Kuzma, Slowenien
- Sankt Martin an der Raab, Österreich

## Sehenswürdigkeiten
- Römisch-katholische Kirche Keresztelő Szent János

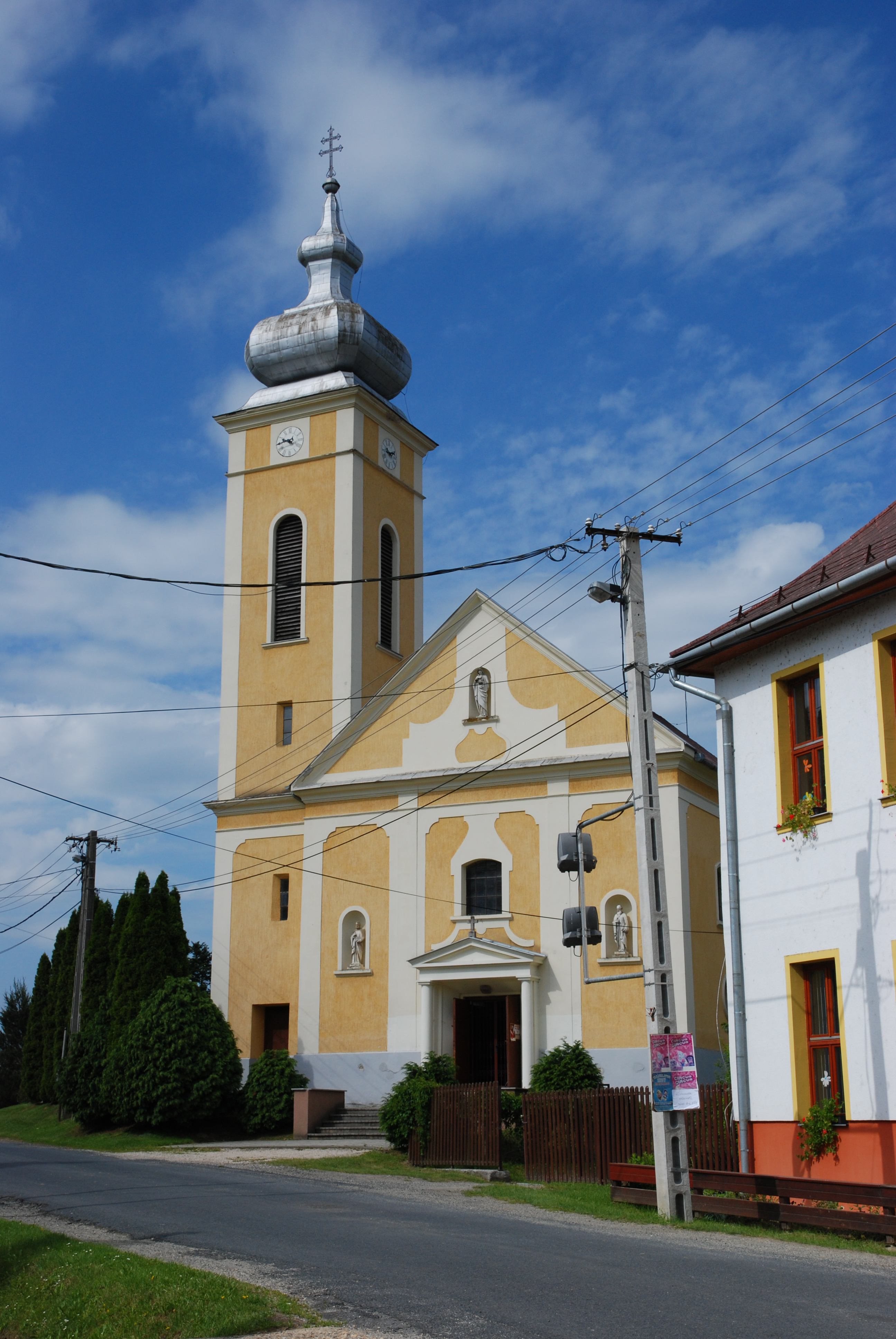
Römisch-katholische Kirche Keresztelő Szent János in Felsőszölnök